# 泰貝斯貝斯特
33°07′N 6°05′E / 33.117°N 6.083°E

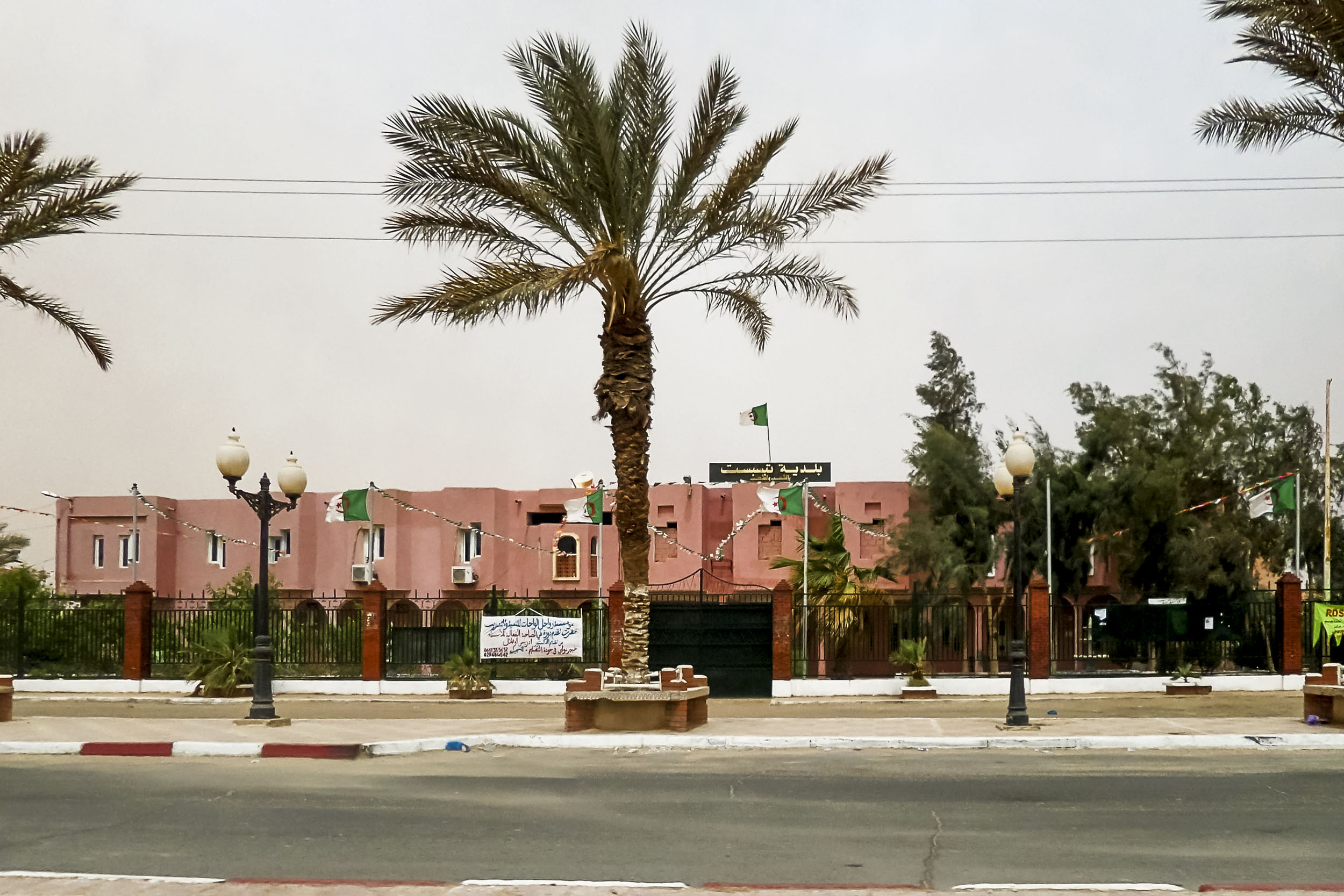
泰貝斯貝斯特的市政廳

泰貝斯貝斯特（阿拉伯语：‎），是阿爾及利亞的城鎮，位於該國東部瓦爾格拉省，由圖古爾特區負責管轄，面積26平方公里，海拔高度85米，2008年人口35,032，人口密度每平方公里1,300人。